# Delahaye Type 126 e 138
Le Type 126 e 138 erano due autovetture di fascia alta prodotta dal 1932 al 1934 dalla Casa automobilistica francese Delahaye.

## Profilo
La Type 126 fu lanciata nel 1932, ed era una elegante berlina di fascia alta, quasi di lusso, caratterizzata dal frontale, sul quale campeggiavano i fari circolari di dimensioni ridotte, persino troppo rispetto a rispetto alle dimensioni ed alla classe della vettura.

La Type 126 montava un motore a 6 cilindri in linea da 2873 cm³ di cilindrata. La potenza massima era di 53 CV a 3500 giri/min.

Fu prodotta fino all'inizio del 1933. Alla fine dello stesso anno fu presentata la Type 138, la cui commercializzazione fu avviata all'inizio del 1934. Era una berlina dalle forme più sinuose ed intriganti. Negli anni trenta prese piede la ricerca aerodinamica delle forme delle carrozzerie automobilistiche, e la Type 138 non fece eccezione, presentandosi molto più arrotondata rispetto alla Tyep 126 che andava a sostituire.

Montava un nuovo 6 cilindri in linea da 3227 cm³, in grado di erogare 76 CV di potenza massima.

Alla fine di quello stesso 1934 fu però tolta di produzione, per essere sostituita dalla gloriosa Delahaye 135.